# Hồ Sĩ Tạo (tiến sĩ)
Hồ Sĩ Tạo (sinh năm 1869-?), quê làng Hòa Cư, huyện An Nhơn, đỗ cử nhân khoa Tân Mão (1891), mãi đến 13 năm sau, tức năm 36 tuổi khoa Giáp Thìn, năm Thành Thái thứ 16 (1904) mới đỗ tiến sĩ. Vừa đỗ đạt, tiến sĩ Hồ Sĩ Tạo được cử làm ở Bộ Lại, năm 1907 được cử đi làm tri huyện Tân Định tỉnh Khánh Hòa. Hồ Sĩ Tạo đã lãnh đạo nhân dân xin giảm sưu thuế tại tòa công sứ Quy Nhơn bằng thái độ ôn hòa. Tuy nhiên, thực dân Pháp đã đàn áp những người biểu tình.
Tiến sĩ Hòa Cư Hồ Sĩ Tạo bị tổng đốc Bình Phú lúc bấy giờ là Bùi Giảng kết án tử hình. Nhờ cuộc vận động ở Kinh, án tử hình của Hồ Sĩ Tạo được giảm còn khổ sai chung thân. Mãi đến năm 1920 (triều Khải Định) mới được ân xá, về quê.